# Непомнящий, Олег Наумович
Оле́г Нау́мович Непо́мнящий (настоящее имя Нау́м; 4 января 1939, Бейс-Лехем, Бейс-Лехемский район, Крымская АССР — 28 августа 2016, Москва) — актёр, бывший концертный директор Софии Ротару, Филиппа Киркорова и Аллы Пугачёвой.

## Биография

### Ранние годы
Наум Наумович Непомнящий родился 4 января 1939 года в еврейской сельскохозяйственной колонии Бейс-Лехем в Крымской АССР, в еврейской семье. Получил при рождении два имени: одно — Наум (в память об умершем до его рождения отце), по документам, но никогда не произносилось, другое — Мусик (уменьшительное от Муслим) — было повседневным. 
Мать — Агнесса Ильинична Родина (1900—1963) — колхозница, хлопкороб. Отец — Наум Самойлович Непомнящий (1900 — ноябрь 1938) — был первым председателем еврейского колхоза (сначала земледельческой артели) «Бейс-Лехем» Бейс-Лехемского сельсовета; награждён Орденом Ленина, вручал орден М. И. Калинин, 18 ноября 1938 года, незадолго до смерти, отца назначили на новую должность — председателя исполкома.

За отцовской спиной возникает полуторка с потушенными фарами без опознавательных знаков — отец уступает дорогу, сворачивает в кювет, но машина устремляется за ним. Почуяв недоброе, он нахлёстывает лошадь, пытается уйти от преследования, сворачивает к виноградникам, однако его линейка застревает между двумя столбами: грузовик утюжит повозку и пассажира, и через минуту все кончено — машина растворяется во мгле.

Не представляю, как он добрался домой, — как-то добрался и прожил ещё два дня. Позже маме говорили, что он мог бы выжить: у него оторвалась одна почка, добросовестный врач должен был бы сделать операцию. Мне до сих пор горько сознавать, что отцу не дали последнего, пусть небольшого, шанса. По слухам, у врачей была четкая директива — не спасать, точнее — позволить умереть, а ещё точнее — убить.— 
Детство совпало с началом войны, и их эвакуировали — к его старшей сестре, которая была замужем за военным прокурором Закавказского военного округа, в Ленинакан.
Окончил институт нефтяной и газовой промышленности им. Губкина.
Окончил студию пантомимы, после окончания которой стал солистом Московского молодёжного ансамбля пантомимы.

### Карьера
Работал несколько лет директором С. Ротару.

Киркоров: «Когда-то в далеком 1983 году он, администратор Аллы Пугачёвой, провел меня, ученика 8 класса, на концерт „Пришла и говорю“. Именно тот памятный вечер в ГЦКЗ „Россия“ и стал знаковым для всей жизни и утвердил меня в правильности выбора профессии и главной цели! Этот мастер-класс от Аллы Пугачёвой, полученный мною 33 года назад, и стал примером того, каким должен быть настоящий артист», — вспоминал поп-король российской эстрады.
Спустя несколько лет после того случая Олег Наумович ввел Филиппа в мир шоу-бизнеса.
— 
Был концертным директором А. Пугачёвой (программа «Пришла и говорю»), В. Преснякова (программы «Шоу Владимира Преснякова» и «Прощание с детством»).
Познакомил Пугачёву и Киркорова, устроил им первое свидание.

Филипп очень хотел прорваться к Пугачёвой в её апартаменты и послал меня с даром — огромной зажаренной камбалой и ящиком шампанского. Именно после того вечера Пугачёва сдалась и приняла ухаживания Киркорова. — 
Был концертным директором Филиппа Киркорова с 1995 по 2000 год, принимал участие в создании программ: «Я не Рафаэль» и «Лучшее, любимое и только для Вас», мирового тура Филиппа Киркорова.
Был исполнительным директором компании ООО «Тутти-менеджмент», созданной А. Пугачёвой, Ф. Киркоровым и К. Орбакайте.

### Личная жизнь
Жена Елена,
- Дочь Анна (род. 1964, от первого брака) живёт в Канаде, работала тренером по фигурному катанию;
  - внуки: Борух и Йони — чемпионы по таэквондо, Элиэзер занимался хоккеем с шайбой, вошёл в сборную Олимпийского резерва Канады, на данный момент[какой?] состоит в хоккейной команде «Иртыш» города Павлодара (Казахстан).
- Приёмный[5] сын — Александр Непомнящий (род. 1974) — работал директором Клары Новиковой

 Анна Непомнящая, рискуя остаться без наследства, рассказала о том, что отец и «брат» более 20 лет состояли в интимной связи.— 
- Дочь — Эльвира (род. 1996).

Умер в Москве в 18:00 28 августа 2016 года в отделении кардиореанимации из-за острой сердечной недостаточности, врачи боролись за его жизнь 3 дня. Похоронен на Востряковском кладбище.

## Работы

### Фильмография
- 2000 — Граница. Таёжный роман — Семён Керзон — администратор Глинского
- 2004 — Попса — Юлик — продюсер, конкурент Ларисы
- 2007 — Детки в клетке — продюсер
- 2010 — А мама лучше!

### Книги
- 1999 — Однажды наступит завтра ISBN 5-93625-001-6

### Телепередачи
- 1999 — СВ-ШОУ Верка Сердючка[8]
- 2011 — В гостях у Дмитрия Гордона[9]
- 2012 — В гостях у Анны Монгайт (Дождь) Как проходили первые бандитские корпоративы Архивная копия от 21 марта 2020 на Wayback Machine, Стас Михайлов — это Архивная копия от 17 февраля 2020 на Wayback Machine
- 7 сентября 2016 — Прямой эфир с Борисом Корчевниковым — Жизнь и смерть в тени примадонны: одиночество короля свиты Архивная копия от 12 февраля 2020 на Wayback Machine

## Награды и звания
- 1995 — Лауреат премии «Овация» в номинации «менеджер».
- 1999 — Заслуженный работник культуры Российской Федерации (22 ноября 1999 года) — за заслуги в области культуры и многолетнюю плодотворную работу[10].